# FK Klaipėda
L'FC Klaipėda è una società calcistica di Klaipėda, in Lituania.

## Storia
Fondata il 18 ottobre del 2005 con il nome di FK Glestum, si iscrive l'anno successivo alla Lyga II (terzo livello del campionato lituano. Dopo due anni ottiene il passaggio in Lyga I.
Nell'agosto del 2009 cambia denominazione assumendo quella attuale; al termine della stessa stagione, grazie ad una ristrutturazione del campionato, ottiene la promozione in A Lyga.
Al termine del campionato 2011 finisce ultima e retrocede in Lyga I.

## Cronistoria
- 2005: Nasce il FK Glestum. Quarto nel campionato di Lyga II
- 2006: Quinto nel campionato di Lyga II. Ottiene l'iscrizione in Lyga I.
- 2007: 9º in Lyga I.
- 2008: 12º in Lyga I.
- 2009: 5º in Lyga I. Cambia denominazione in FK Klaipėda. Ottiene l'iscrizione in Lyga A.
- 2010: 8º in Lyga A.
- 2011: 12º in Lyga A. Retrocesso in Lyga I

## Organico

### Rosa 2011
Aggiornata all'11 dicembre 2011
| N. |                     | Ruolo | Calciatore              |
| -- | ------------------- | ----- | ----------------------- |
| 1  | Lituania (bandiera) | P     | Sarunas Kazlauskas      |
| 2  | Lituania (bandiera) | D     | Tomas Dargužas          |
| 3  | Brasile (bandiera)  | D     | Taciano                 |
| 4  | Lituania (bandiera) | D     | Gediminas Jackus        |
| 5  | Lituania (bandiera) | D     | Vytautas Birškys        |
| 6  | Lituania (bandiera) | D     | Vilius Bundulas         |
| 7  | Guinea (bandiera)   | D     | Mohamed Keita           |
| 8  | Lituania (bandiera) | D     | Gediminas Kruša         |
| 9  | Lituania (bandiera) | A     | Deividas Lukošius       |
| 10 | Lituania (bandiera) | C     | Marius Papšys           |
| 11 | Lituania (bandiera) | C     | Bartas Butinas          |
| 13 | Lituania (bandiera) | C     | Mindaugas Grigaravičius |
| 14 | Grecia (bandiera)   | D     | Anastasios Zagkos       |
| 15 | Lituania (bandiera) | D     | Vitalijus Savickas      |

| N. |                     | Ruolo | Calciatore                  |
| -- | ------------------- | ----- | --------------------------- |
| 16 | Brasile (bandiera)  | C     | Mandinho                    |
| 17 | Lituania (bandiera) | D     | Brunas Biskys               |
| 18 | Lituania (bandiera) | D     | Tomas Adomauskas            |
| 19 | Lituania (bandiera) | D     | Eimantas Rudavičius         |
| 20 | Russia (bandiera)   | D     | Vitaliy Vishnyakov          |
| 21 | Lituania (bandiera) | D     | Giedrius Zaniauskas         |
| 22 | Lituania (bandiera) | D     | Justas Vilavičius           |
| 23 | Russia (bandiera)   | D     | Dmitriy Stotskiy            |
| 24 | Lituania (bandiera) | D     | Emilijus Grabys             |
| 25 | Lituania (bandiera) | D     | Aivaras Lukosius (capitano) |
| 27 | Lituania (bandiera) | D     | Edvinas Lukoševičius        |
| 29 | Lituania (bandiera) | P     | Edvinas Razutis             |
| 93 | Lituania (bandiera) | P     | Rimantas Boguzas            |